# La Pie voleuse (film)
Pour les articles homonymes, voir La Pie voleuse (homonymie).
Pour plus de détails, voir Fiche technique et Distribution.
La Pie voleuse (Burglar) est un film canado-américain réalisé par Hugh Wilson, sorti en 1987.

## Synopsis
Bernice "Bernie" Rhodenbarr, une ex-voleuse , résume sa vie de criminelle quand un policier corrompu nommé  Ray Kirschman tente de la faire chanter.
Une dentiste, Dr. Cynthia Sheldrake, engage Bernice pour qu’elle entre par effraction dans la maison de son ex-mari Christopher, pour y reprendre ses bijoux. Les choses s’enveniment quand Christopher est assassiné alors que Bernice est dans la maison. À cause de Sheldrake et de son avocat Carson, elle est alors la seule suspecte.
Pour blanchir son nom, Bernice et son ami Carl vont de bars en bars à la recherche d’une personne ayant connu Christopher. Ils apprennent alors que ce dernier avait des petites amies, mais aussi des petits amis. Bernice a alors trois suspects après qu’un amour de jeunesse de Christopher lui parle d’un artiste, d’un barman, et d’un homme mystérieux connu seulement par son surnom : "Voila Johnny!".
Bernice tente d’interroger l’artiste et le barman mais les trouve tous les deux morts. Sans preuves et sans témoins, Bernice retourne chez le Dr. Sheldrake pour lui parler. Elle lui demande alors tout ce qu’elle sait à propos de Christopher et conclut qu’elle était avec son ex-mari la nuit du meurtre.
Pendant la conversation un épisode de The Tonight Show Starring Johnny Carson apparaît à la télévision. Bernice réalise que Carson connaissait Christopher. Bernice appelle Carson pour le rencontrer dans un parc et amène avec elle le sac de bijoux volés. Bernie apprend que Carson était amoureux de Christopher. Une bagarre éclate et Bernice, avec l’aide de Carl et Ray, capturent Carson.

## Fiche technique
- Titre français : La Pie voleuse
- Titre original : Burglar
- Réalisation : Hugh Wilson
- Scénario : Jeph Loeb, Matthew Weisman & Hugh Wilson d'après le roman de Lawrence Block
- Musique : Sylvester Levay
- Photographie : William A. Fraker
- Montage : Fredric & William Steinkamp
- Production : Michael Hirsh et Kevin McCormick
- Sociétés de production : Nelvana & Warner Bros.
- Société de distribution : Warner Bros.
- Pays de production :  États-Unis,  Canada
- Langue : Anglais
- Format : Couleur - Dolby Stéréo - 35 mm - 1.85:1
- Genre : Comédie policière
- Durée : 103 min
- Date de sortie :
  - États-Unis : 20 mars 1987

## Distribution
- Whoopi Goldberg (VF : Maïk Darah) : Bernice Rhodenbarr
- Bobcat Goldthwait (VF : Marc François) : Carl Hefler
- G. W. Bailey (VF : Marc de Georgi) : Ray Kirschman
- Lesley Ann Warren (VF : Frédérique Tirmont) : Dr. Cynthia Sheldrake
- James Handy (VF : Marcel Guido) : Carson Verrill
- Anne DeSalvo (VF : Anne Rochant) : détective Todras
- John Goodman (VF : Jacques Ferrière) : détective Nyswander
- Elizabeth Ruscio (VF : Martine Meiraghe) : Frankie
- Vyto Ruginis (VF : Richard Darbois) : Graybow
- Larry Mintz (VF : Roger Crouzet) : Vincent DiCarno dit Knobby
- Thom Bray (VF : Philippe Peythieu) : le client du bookstore
- Brett Marx (VF : Georges Caudron) : l'anesthésiste dentaire
- Stephen Shellen (VF : Thierry Ragueneau) : Christopher Marshall
- Barbara Simpson (VF : Ginette Pigeon) : la reporter TV

## Production
Le film est une adaptation du roman de 1978 The Burglar in the Closet par Lawrence Block; dans le roman, Bernie Rhodenbarr est un homme blanc. C’est le premier film interdit aux moins de 18 ans et en live-action de la société de production de télévision canadienne, Nelvana.
En 2013 dans une interview avec Kevin Smith, le scénariste Jeph Loeb révèle que Burglar était au départ destiné à avoir comme acteur principal Bruce Willis avec Whoopi Goldberg dans le rôle de la voisine. Mais Willis s’est retiré et Goldberg a pris son rôle.